# Julio César Salas (khu tự quản)
Julio César Salas là một khu tự quản thuộc bang Mérida, Venezuela. Thủ phủ của khu tự quản Julio César Salas đóng tại Arapuey. Khự tự quản Julio César Salas có diện tích 202 km2, dân số theo điều tra dân số ngày 21 tháng 10 năm 2001 là 12207 người.